# Адренокортикальна карцинома
Адренокортикальна карцинома — злоякісна епітеліальна пухлина кіркового шару надниркової залози. Діагностується відносно рідко: 0.1 випадки на 100 тис. населення на рік.

## Етіологія
Остаточно не визначена. Проте, існує зв'язок між адренокортикальною карциномою та синдром Лі-Фраумені. В основі розвитку цього синдрому є гетерозиготна мутація в гені TP53 (хромосома 17p13.1). Синдром Лі-Фраумені характеризується раннім початком та утворенням множинних пухлин, переважно сарком, раку молочної залози, пухлин мозку, лейкемії, а також адренокортикальної карциноми. Синдром має аутосомно-домінантний тип успадкування та може бути діагностований у родичів по низхідній лінії.

## Клінічна картина
Адренокортикальна карцинома — в переважній більшості випадків є гормонпродукуючою пухлиною (також може бути гормонально-неактивний адренокортикальний рак), що обумовлює симптоми, пов'язані з гіперсекрецією глюкокортикоїдів та/або андрогенів. Підвищена секреція андрогенів призводить до вірилізації у жінок. Переважно, адренокортикальна карцинома секретує андрогени. При гіперсекреції глюкокортикоїдів визначається синдром Кушинга: ожиріння (центропетальне), утворення стрій шкіри, атрофія м'язів (міопатія), остеопороз, артеріальна гіпертензія, гірсутизм, імпотенція, розлади психіки (депресія, психози, розлади сну тощо). Мінералокортикоїди викликають гіпертензію та гіпокаліємію. В деяких випадках у хворих адренокортикальна карцинома продукує естрогени, що призводить до гінекомастії та метроррагії (маткові кровотечі) у жінок в постменопаузі.

## Діагностика

### Лабораторні дослідження
Визначають дегідроепіандростерон, що часто демонструє підвищені рівні та також призводить до підвищення тестостерону плазми крові у пацієнтів-жінок. Також підвищеними будуть дельта-4-андростенедіон та естрогени. Виконується 24-годинне визначення екскреції 17-кетостероїдів та сечі, а також визначення рівня кортизолу сечі, що також може бути підвищеним. Якщо є підозра на гіперсеркцію альдостерону, то визначають ренін плазми крові та калій (будуть знижені) та альдостерон плазми крові (підвищений).

### Радіологічні дослідження
Виконання КТ або МРТ показано пацієнтам з підозрою на адренокортикальну карциному. За даними цих методів, в типових випадках визначається більше 5 см в найбільшому діаметрі негомогенно підсилене (внаслідок некрозів та крововиливів) утворення на верхньому полюсі нирки. Наявність КТ ознак кальцифікатів спостерігається у 1/3 пацієнтів.
Застовування ультразвукового дослідження ефективно при використанні датчиків з визначенням ефекту Допплера для визначення можливого тромбування судин.

### Тонкоголкова аспіраційна пункційна біопсія
Тонкоголкова аспіраційна пункційна біопсія (ТАПБ) ефективна при розмірах пухлин >2 см у пацієнтів з нормостенічною або гіпостенічною статурою. Проводиться переважно під контролем УЗД та дозволяє отримувати для цитологічного аналізу клітини підозрілого на адренокортикальний рак утворення наднирника та проводити цитоморфологічну верифікацію карциноми на доопераційному етапі обстеження пацієнта. Інтраопераційно може виконуватись патогістологічне експрес-дослідження.

## Патологічна анатомія

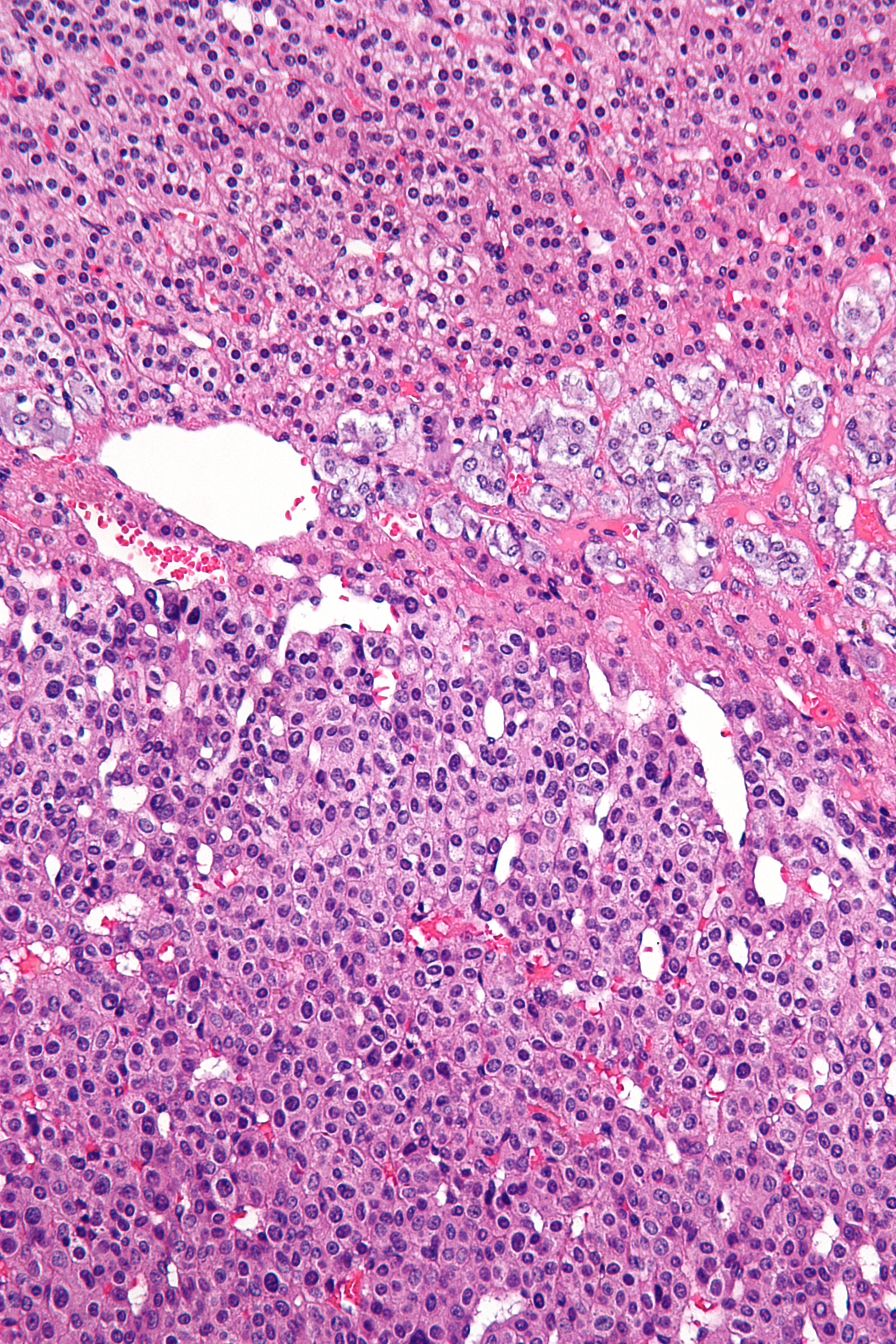
Мікрофотознімок адренокортикальної карциноми (гематоксилін-еозин): визначається нуклеарний поліморфізм та в деяких клітинах триполярні атипові мітози (нижня частина знімку під фіброзним тяжем). В верхній частини макроскопічно незмінений кірковий шар надниркової залози

Макроскопічно адренокортікальна карцинома часто є великою солідною пухлиною жовтуватого кольору, на розрізі визначаються ділянки крововиливів і некрозу. При мікроскопічному дослідженні пухлини визначаються атипові клітини з мітозами.

## Лікування
Оперативне лікування — найефективніше. Адреналектомія — повне видалення пухлини найбільш радикальний та ефективний спосіб лікування. Хіміотерапія проводиться за показами та може проводитись мітотаном, циспластином, доксорубіцином.